# Eudemão (escolástico)
Eudemão (em latim: Eudaemon; em grego: Ευδαιμων; romaniz.: Eudaimon) foi um escolástico bizantino do século V. Foi destinatário de uma carta de Nilo do Sinai, monge egípcio e fervoroso aderente do patriarca de Constantinopla João Crisóstomo (r. 398–404).